# Odontopera harutai
Odontopera harutai là một loài bướm đêm trong họ Geometridae.